# Mohamed Fardj
Mohamed Fardj, né le 19 juillet 1998, est un lutteur libre algérien.

## Carrière
Mohamed Fardj est médaillé de bronze dans la catégorie des moins de 92 kg aux Championnats d'Afrique de lutte 2019 à Hammamet et aux Jeux africains de 2019 à Rabat avant de remporter le titre aux Championnats d'Afrique de lutte 2020 à Alger.
Finaliste du tournoi de qualification Afrique-Océanie à Hammamet, il se qualifie pour les Jeux olympiques de Tokyo.
Il est médaillé d'or dans la catégorie des moins de 92 kg aux Championnats d'Afrique de lutte 2022 à El Jadida.